# Гербе, Натан
На́тан Дэ́вид Ге́рбе (англ. Nathan David Gerbe; 24 июля 1987, Оксфорд, Мичиган, США) — американский хоккеист, нападающий. В настоящее время тренер по развитию форвардов в клубе НХЛ «Нэшвилл Предаторз».

## Карьера

### Клубная карьера
Гербе играл за студенческую команду Бостонского колледжа «Иглз» в конференции Hockey East, где и был выбран «Баффало Сейбрз» под общим 142-м номером на драфте 2005 года.
На турнире NCAA Championship 2007 Гербе забросил 5 шайб в последних двух играх, тем самым приведя команду к чемпионству, а сам получил приз, как лучший игрок турнира. В том же сезоне он также стал финалистом премии «Хоби Бейкер Мемориал Авард».

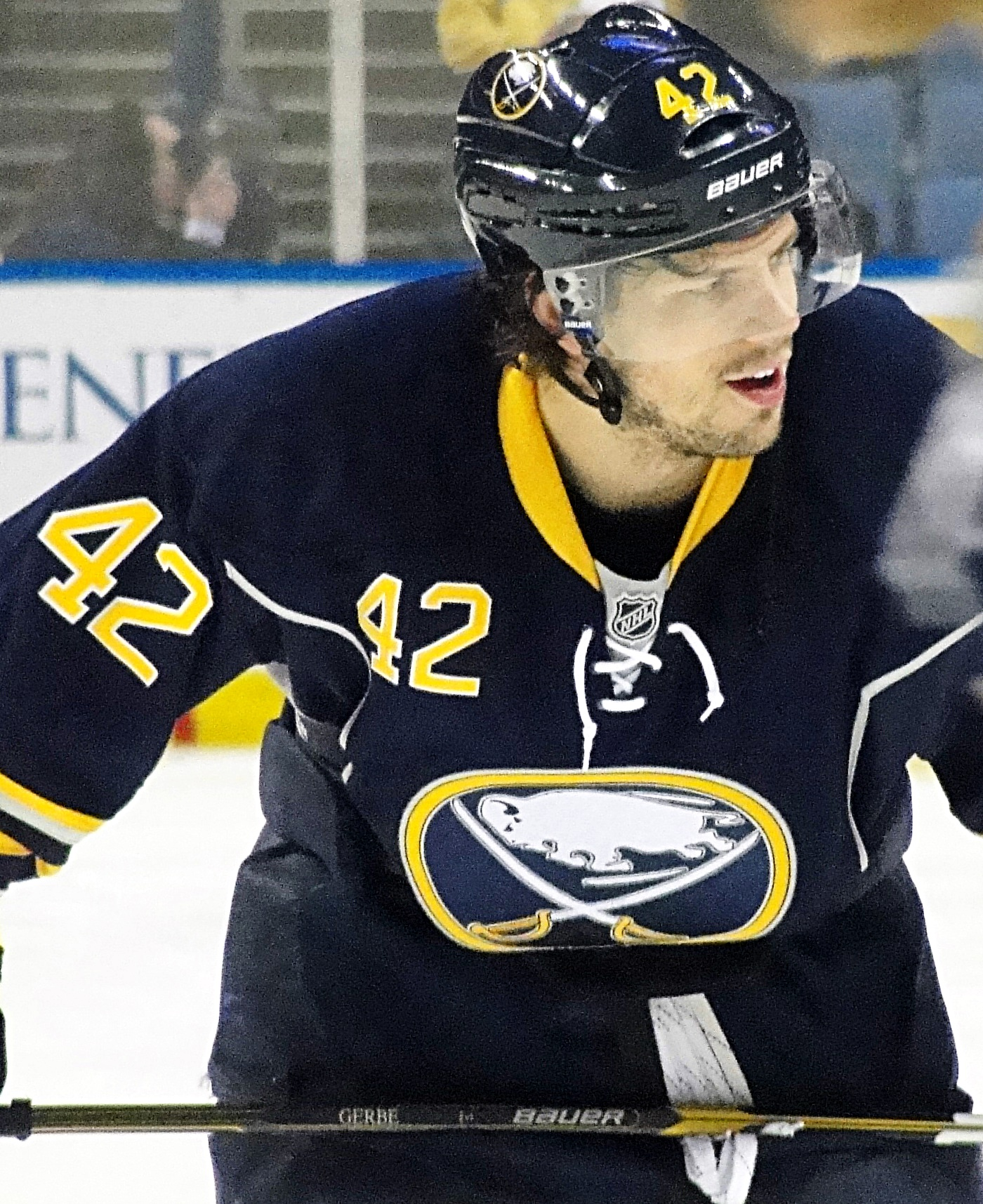
Гербе в составе «Баффало Сейбрз» в 2012 году

6 мая 2008 года Гербе подписал свой первый профессиональный контракт, на три года с «Баффало Сейбрз» на общую сумму $2,55 млн.. 6 декабря 2008 года он был вызван «Сейбрз» из «Портленд Пайретс», фарм-клуба «Баффало» в АХЛ. 13 декабря Гербе заработал своё первое очко в НХЛ, ассистировав Дрю Стэффорду в игре с «Нью-Джерси». В общей сложности в свой первый сезон в НХЛ Гербе сыграл 10 матчей. По окончании сезона он был награждён «Дадли "Ред" Гарретт Мемориал Эворд», как лучший новичок сезона в АХЛ.
9 декабря 2009 года он забил свой первый гол в карьере, в игре против «Вашингтон Кэпиталз». 26 апреля 2010 года он забил свой первый гол в плей-офф, в игре против «Бостон Брюинз». 21 января 2011 года в матче «Нью-Йорк Айлендерс» Гербе забил два гола в течение пяти секунд, тем самым установив рекорд скорострельности для одного игрока.
29 июня 2011 года Гербе повторно подписал с «Баффало» трёхлетний контракт со стоимостью $ 1,42 млн за сезон.
В августе 2022 года принял решение о завершении профессиональной карьеры хоккеиста, присоединившись к тренерскому штабу «Нэшвилл Предаторз» в качестве тренера по развитию форвардов.

### Международная карьера
За сборную США Гербе выступал на юниорских и молодёжных чемпионатах мира. На своём первом юниорском турнире в 2004 году он вместе с командой завоевал серебро. В следующем году сборная США выиграла чемпионат. Гербе набрал 8 (4+4) очков в шести матчах.
На МЧМ-2006 американцы остались без медалей, проиграв в матче за 3-е место сборной Финляндии — 2:4. Гербе на этом турнире очков не набрал. Годом позже американцы завоевали бронзу. Натан на этом чемпионате отдал шесть результативных передач, так и не сумев забросить ни одной шайбы.

## Стиль игры
Несмотря на свои миниатюрные размеры, Гербе показывает на льду, что — он «крепкой сборки». На льду он известен своим хорошим катанием и голевым чутьём, что видно в статистике за «Иглз» в сезоне 2007-08 — 68 очков в 43-х играх. Во время своей игры за «Баффало», местные болельщики стали называть его «Тасманийский дьявол», отмечая его небольшие размеры, но грубый стиль игры. Он также был назван местными болельщиками «Песчанка» из-за его конфронтации с Даниэлем Карсилло из Филадельфия Флайерз в плей-офф Кубка Стэнли 2011.
В одном из интервью Гербе сказал, что он пытается показывать игру, которую видел у таких игроков, как Мартин Сан-Луи из «Тампа Бэй Лайтнинг» и Дэнни Бриер из «Филадельфии» (ранее «Баффало»), которые также известны своими небольшими размерами и высокой трудоспособностью на льду.

## Статистика
| Легенда | Легенда                    | Легенда | Легенда                   | Легенда | Легенда    |
| ------- | -------------------------- | ------- | ------------------------- | ------- | ---------- |
| И       | Количество проведённых игр | Штр     | Штрафное время            | +/−     | Плюс-минус |
| Г       | Голы                       | П       | Голевые передачи          | О       | Очки       |
| -       | Статистика неизвестна      | —       | Статистика не учитывалась |         |            |

## Достижения

### Командные
| Год        | Команда             | Достижение                                   | Достижение |
| ---------- | ------------------- | -------------------------------------------- | ---------- |
| 2004       | США (юниор.)        | Серебряный призёр юниорского чемпионата мира |            |
| 2005       | США (юниор.)        | Победитель юниорского чемпионата мира        |            |
| 2007       | США (мол.)          | Бронзовый призёр молодёжного чемпионата мира |            |
| 2007, 2008 | Бостон Колледж Иглз | Чемпион Hockey East (2)                      |            |
| 2008       | Бостон Колледж Иглз | Победитель турнира NCAA Championship         |            |

### Личные
| Год        | Команда             | Достижение                                                      | Достижение |
| ---------- | ------------------- | --------------------------------------------------------------- | ---------- |
| 2007       | Бостон Колледж Иглз | Попадание во вторую Сборную всех звёзд Hockey East              |            |
| 2007, 2008 | Бостон Колледж Иглз | Попадание в Символическую сборную турнира NCAA Championship (2) |            |
| 2008       | Бостон Колледж Иглз | Попадание в первую Сборную всех звёзд Hockey East               |            |
| 2008       | Бостон Колледж Иглз | MVP турнира Hockey East                                         |            |
| 2009       | Портленд Пайретс    | Попадание в Сборную новичков АХЛ                                |            |
| 2009       | Портленд Пайретс    | Обладатель «Дадли "Ред" Гарретт Мемориал Эворд»                 |            |
| 2010       | Портленд Пайретс    | Участник Матча всех звёзд АХЛ (2)                               |            |
| 2020       | Кливленд Монстерз   | Участник Матча всех звёзд АХЛ (2)                               |            |